# バルラッシーナ
バルラッシーナ（伊: Barlassina）は、イタリア共和国ロンバルディア州モンツァ・エ・ブリアンツァ県にある、人口約6,900人の基礎自治体（コムーネ）。

## 地理

### 位置・広がり

#### 隣接コムーネ
隣接するコムーネは以下の通り。
- コリアーテ
- レンターテ・スル・セーヴェゾ
- メーダ
- セーヴェゾ

### 気候分類・地震分類
気候分類では、zona E, 2489 GGに分類される。
また、イタリアの地震リスク階級 (it) では、zona 4 (sismicità molto bassa) に分類される。